# Arthur (bande dessinée)
Pour les articles homonymes, voir Arthur.
Arthur, une épopée celtique est une série de bande dessinée de fantasy arthurienne se déroulant principalement sur l'Île de Bretagne au Haut Moyen Âge et qui met en scène les personnages et légendes à l'époque du Roi Arthur et de Merlin. Publiée chez l'éditeur Delcourt dans la collection Conquistador entre 1999 et 2006, l'œuvre compte neuf tomes. 

## Synopsis
Arthur est une adaptation du mythe arthurien qui se veut fidèle aux textes anciens de cette légende. Les auteurs ont fourni un gros travail documentaire en amont de la série. Par souci de fidélité, les auteurs ont gardé les noms originaux, ce qui ne facilite pas toujours la lecture.
La série intègre une dimension magique, collant ainsi au genre du récit mythologique. Chaque tome s'arrête plus particulièrement sur un ou deux personnages, avec plusieurs trames de fond (anciennes légendes, actions de Merlin). Dans sa globalité, la série propose un grand nombre de personnages et de lieux, d'époques et de légendes entremêlés qui demandent une certaine attention de la part du lecteur si celui-ci ne veut pas se perdre en route.
La série est composée de trois cycles de trois tomes, formant ainsi une histoire complète :
- le premier dépeint des personnages centraux (Myrddin, Arthur et Gwalchmei) et l'ascension d'Arthur guidé par Merlin.
- le deuxième narre les histoires d'amour de personnages secondaires, mais néanmoins célèbres comme Tristan et Iseult, se déroulant pendant le règne d'Arthur.
- le troisième cycle se recentre sur le règne d'Arthur, en narrant les aventures de Peredur, les obligations de Gwenhwyfar ainsi que la bataille de Camlan, opposant Arthur à son neveu Medrawt.

## Albums
1. Myrddin le fou (1999)  (ISBN 2-84055-266-3)[2]
2. Arthur le combattant (2000)  (ISBN 2-84055-303-1)
3. Gwalchmei le héros (2000)  (ISBN 2-84055-529-8)
4. Kulhwch et Olwen (2001)  (ISBN 2-84055-667-7)
5. Drystan et Esyllt (2002)  (ISBN 2-84055-806-8)
6. Gereint et Enid (2003)  (ISBN 2-84789-026-2)
7. Peredur le naïf (2005)  (ISBN 2-84789-327-X)
8. Gwenhwyfar la guerrière (2006)  (ISBN 2-84789-867-0)
9. Medrawt le traître (2006)  (ISBN 2-7560-0307-7)

## Sources d'inspiration
À la fin du neuvième et dernier album, les auteurs affichent la bibliographie utilisée pour documenter la série :
- Les quatre branches du Mabinogi et autres contes gallois du moyen-âge, traduit et présenté par Pierre-Yves Lambert, Gallimard, collection « L'Aube des peuples », 1993.
- Le roi Arthur, Norma Lorre Goodrich, Fayard, 1991.
- La mythologie celtique, Yann Brekilien, éditions du rocher, 1993.
- Les mythes celtes, Robert Graves, éditions du rocher, 1979.
- Dictionnaire de mythologie celtique, Jean-Paul Persigout, éditions du rocher, 1985.
- Les Celtes - les héros oubliés, Marcel Brasseur, Terre de brume éditions, 1998.
- Françoise Le Roux & Christian-Joseph Guyonvarc'h, éditions Ouest-France Université:
  - Les druides, 1986.
  - La civilisation celtique, 1990.
- Histoire des rois de Bretagne, Geoffroy de Monmouth, Les Belles Lettres, 1993.
- Jean Markale :
  - Merlin l'enchanteur, Albin Michel, collection « Espaces libres », 1992.
  - Les grands bardes gallois, éditions Jean Picollec, 1981.
  - Éditions Payot, collection « Histoire » :
    - L'épopée celtiques en Bretagne, 1971.
    - Le druidisme, 1985.
    - Le roi Arthur et la société celtique, 1976.
- Tristan et Iseut, Emmanuelle Baumgartner, Presses universitaires de France, 1987.